# فيرينك سوسزا
فيرينك سوسزا (بالمجرية: Szusza Ferenc) مواليد 1 ديسمبر 1923 في بودابست - الوفاة 1 أغسطس 2006 في بودابست، كان مدرب ولاعب كرة قدم مجري.

## روابط خارجية
- فيرينك سوسزا على موقع قاعدة بيانات كرة القدم.إي يو (الإنجليزية)
- فيرينك سوسزا على موقع ناشيونال فوتبول تيمز (الإنجليزية)
- فيرينك سوسزا على موقع عالم كرة القدم.نت (الإنجليزية)